# Prix Loebner
Le prix Loebner est une compétition annuelle tenue de 1991 à 2019 qui couronnait les dialogueurs satisfaisant le mieux les critères du test de Turing (avec lesquels il est le plus difficile de déterminer s'il s'agit d'un robot ou d'un humain). L'inventeur américain Hugh Loebner a créé ce concours en 1990.

## Montants
Au départ, le prix était accompagné d'un montant de 2 000 USD pour le gagnant. Le prix a été de 3 000 USD en 2005 et de 2 250 en 2006. En 2008, 3 000 USD ont été remis.
De plus, il existait deux prix, uniques, qui n'ont jamais été décernés. 25 000 USD devaient être offerts pour le premier agent conversationnel qui tromperait au moins deux juges en se faisant passer pour un être humain. 100 000 USD (et une médaille d'or) étaient promis pour la première réalisation qui réussirait un test de Turing comprenant le décodage et la compréhension de textes, d'images et de textes sonores. En cas de remise de ce dernier prix, la compétition serait alors close.

## Histoire
Le concours a été initié en 1990 par Hugh Loebner en collaboration avec le Cambridge Center for Behavioral Studies au Massachusetts, États-Unis. Depuis, il s'est tenu à l'université Flinders, au Dartmouth College, au Science Museum à Londres et à l'université de Reading. En 2004 et 2005, le concours s'est tenu à l'appartement de Loebner à New York. Depuis 2014  il est organisé à Bletchley Park.  
En 2008, des juges de différents horizons ont participé, dont des experts et des non-experts, des adultes et des enfants, ainsi que des personnes dont la langue maternelle n'est pas l'anglais.
En 2019, la forme du concours a changé, abandonnant le protocole du test de Turing : Le concours a consisté en une exposition de chatbots et un programme de travail sur les systèmes d'IA conversationnels. Les visiteurs ont pu voter pour le meilleur chatbot et pour celui qui semblait le plus humain.
Depuis 2020, aucun concours n'a été organisé.

## Gagnants
| Année | Programmeur      | Programme    |
| ----- | ---------------- | ------------ |
| 1991  | Joseph Weintraub | PC Therapist |
| 1992  | Joseph Weintraub | PC Therapist |
| 1993  | Joseph Weintraub | PC Therapist |
| 1994  | Thomas Whalen    | TIPS         |
| 1995  | Joseph Weintraub | PC Therapist |
| 1996  | Jason Hutchens   | HeX          |
| 1997  | David Levy       | Converse     |
| 1998  | Robby Garner     | Albert One   |
| 1999  | Robby Garner     | Albert One   |
| 2000  | Richard Wallace  | ALICE        |
| 2001  | Richard Wallace  | ALICE        |
| 2002  | Kevin Copple     | Ella         |
| 2003  | Juergen Pirner   | Jabberwock   |
| 2004  | Richard Wallace  | ALICE        |
| 2005  | Rollo Carpenter  | George       |
| 2006  | Rollo Carpenter  | Joan         |
| 2007  | Robert Medeksza  | Ultra Hal    |
| 2008  | Fred Roberts     | Elbot        |
| 2009  | David Levy       | Do-Much-More |
| 2010  | Bruce Wilcox     | Suzette      |
| 2011  | Bruce Wilcox     | Rosette      |
| 2012  | Mohan Embar      | Chip Vivant  |
| 2013  | Steve Worswick   | Mitsuku      |
| 2014  | Bruce Wilcox     | Rose         |
| 2015  | Bruce Wilcox     | Rose         |
| 2016  | Steve Worswick   | Mitsuku      |
| 2017  | Steve Worswick   | Mitsuku      |
| 2018  | Steve Worswick   | Mitsuku      |
| 2019  | Steve Worswick   | Mitsuku      |

## Critiques
Dans la discipline de l'intelligence artificielle, le prix Loebner est controversé. Son critique le plus connu, Marvin Minsky, le qualifie de publicité qui n'aide pas à faire progresser la discipline.